# Capitólio estadual de Nova Iorque
O Capitólio estadual de Nova Iorque é a sede do Legislativo de Nova Iorque, está localizado em Albany, capital do estado, foi inaugurado em 1899 ao custo de US$ 25 milhões de dólares, sendo proporcionalmente o capitólio mais caro já construído nos Estados Unidos está incluído no Registro Nacional de Lugares Históricos desde 1971.
Este é, atualmente, a quarta construção a hospedar o legislativo do estado, sua construção começou em 1867 e demorou quase 30 anos para ficar pronto.